# Cristina Jurado
Cristina Jurado Marcos (Madrid; 1 de febrero de 1972) es una escritora y editora española de fantasía y ciencia ficción ganadora de tres premios Ignotus. Ha escrito dos novelas, relatos cortos y editado varias antologías, además de numerosos artículos y entrevistas en la revista Supersonic, que también dirige.

## Biografía
Nació en Madrid en 1972. Estudió Publicidad y Relaciones Públicas en la Universidad de Sevilla con un máster en Retórica por la Northwestern University de Illinois. Vive en Dubái.
Como escritora publicó su primera novela, Del naranja al azul en 2012, definido como un libro de «ciencia ficción mediterránea» , a la que siguieron relatos en diversas antologías y fanzines del género. En el año 2017 publicó la novela corta CloroFilia, que ella misma define como «una historia postapocalíptica y weird que trata sobre la locura colectiva y la identidad humana». En 2017 ganó un premio Ignotus al mejor cuento por «La segunda muerte del padre» publicado en la antología Cuentos desde el otro lado de Nevsky Prospect. En 2018 publicó Bionautas, un texto sobre la pandemia mortal que desencadena el encuentro entre humanos y seres extraterrestres con la que se convirtió en la primera mujer en ganar el Premio Ignotus a la mejor novela.
Como editora su trabajo se ha centrado en la dirección de la revista digital Supersonic y en la publicación de antologías. En 2015, fundó la revista Supersonic, que reúne ficción y no ficción en español e inglés y que ha destacado como trampolín para nuevas voces en la ciencia ficción española. La revista ha ganado varios premios: en 2016 ganó el premio al mejor Fanzine de la European Science Fiction Society; y en 2017 repitió el galardón europeo, esta vez en la categoría de mejor revista, y logró además el premio Ignotus a la mejor revista. Uno de sus artículos, «Antologías de ciencia ficción en España», publicado en el primer número de Supersonic ganó el premio Ignotus al mejor artículo. En cuanto a antologías, destaca la publicación Alucinadas con dos volúmenes enfocados a dar conocer a escritoras de ciencia ficción, tanto inéditas como con más recorrido. En 2019 editó la antología de no ficción Infiltradas junto a Lola Robles, ganadora de los Premios Guillermo de Baskerville 2019.
Ha colaborado con editoriales internacionales y destaca su colaboración en la revista norteamericana Apex Magazine. En 2015 publicó como editora invitada el número 76, dedicado a ficción internacional. La colaboración se consolidó en 2017 con el anuncio de Apex de su contratación como editora de ficción internacional estable a partir de enero de 2018.  Por su labor editora promocionando a autoras, ha colaborado con medios como El País y El Salto. Por su labor como promotora de género fantástico recibió el premio a Mejor Promotora de la European Science Fiction Society en la Eurocon de 2020.

## Obra

### Novelas
- Del naranja al azul (Novum Publishing, 2012)
- Bionautas (Editorial Cerbero, noviembre de 2018).

### Novelas cortas
- CloroFilia (Editorial Cerbero, marzo de 2017).[21]
- Cuerpos / Sierra Norte 1 (Editorial Cerbero, 2018 - con Alicia Pérez Gil).

### Antologías
- Whitestar, (Palabaristas, 2016)
- Alucinadas I, Junto con María Leticia Lara Palomino, (Palabaristas 2014)
- Infiltradas, junto a Lola Robles (Palabaristas, 2019).
- Obscura. Diez relatos, junto a Carlos Sisí, Sofía Rhei y Jesús Cañadas (Obscura Editorial, 2020).

### Relatos
- «Rem» en Ellos son el futuro (Ficción Científica, 2013)
- «El pastor» en Retrofuturismos. Antología steampunk (sello Fábulas de Albión en Ediciones Nevsky, 2014).
  - Existe traducción al inglés de James Womack en The Best of Spanish Steampunk (Ediciones Nevsky, 2015).
- «Antonio Benjumea» en Crónica de tinieblas (Sportula, 2014)
- «Out of Context» en antología Los irregulares (Cazador de Ratas, 2015)
- «El niño que diseccionaba ranas» en El laberinto mecánico n.º 1, 2015
- «Hambre» en Supersonic n.º 1, 2015
- «Un cuento de abducciones» en Martians Go Home (Revista NGC3660, 2016)
- «Haitzlurra» en Retrofuturismos (Cazador de Ratas, 2016)
- «La segunda muerte del padre» en antología Cuentos desde el Otro Lado (sello Fábulas de Albión en Ediciones Nevsky, 2016).[6]
- «Inchworm» en antología Whitestar (Palabaristas, 2016)
- «Temblores», en No son molinos: antología de cachava y boina (Editorial Cerbero, 2017).
- «Alice» (en antología Alphaland, (Nevsky 2017)
- «Gemelos» en Origen cuántico, 2017
- «Heroína» en Barcelona Review, 2017
- «Vertedero», en El futuro es bosque. Antología de ficción climática (Apache Libros, 2018).
- «Rojo», en El viento soñador y otros relatos (Sportula, 2018).
- «Repro», en Cuadernos de Medusa vol. II (Amor de Madre, 2018).
- «Entrevista», en Donde habitan androides y monstruos (Libros de la Ballena, 2018).
- «Nota de prensa», en NGC 3660, 2018.
- «Lamia», en Monstruosas (Tinta Púrpura, 2019).
- «Huevos», en ProyEctogénesis (Enclave de libros, 2019).
- «A pares», en Origen Cuántico, 2019

### Relatos ilustrados
- «Vanth», ilustrado por Ana Galvañ (Sisterhood Madrid y Ofegabous, 2016)

## Premios
- 2016: ESFS Award al Mejor Fanzine Europeo por Supersonic.[10]
- 2016: Premio Ignotus al mejor artículo por "Antologías de ciencia ficción en España" (Revista Supersonic #1).[12]
- 2017: ESFS Award a la Mejor Revista Europea por Supersonic.[11]
- 2017: Premio Ignotus al mejor cuento por "La segunda muerte del padre" (Antología Cuentos desde el Otro Lado).[6]
- 2017: Premio Ignotus a la mejor revista por Supersonic.[6]
- 2018: Premio Ignotus a la mejor revista por Supersonic.
- 2018: Premio Ignotus a la mejor novela por Bionautas.[9]
- 2020: ESFS Award a la Mejor Promotora.[20]